# (38626) 2000 EZ97
2000 EZ97 (asteroide 38626) é um asteroide da cintura principal. Possui uma excentricidade de 0.09734240 e uma inclinação de 23.50045º.
Este asteroide foi descoberto no dia 12 de março de 2000 por LINEAR em Socorro.